# Santhomea scabra
Genre
Espèce
Santhomea scabra, unique représentant du genre Santhomea, est une espèce d'opilions laniatores de la famille des Assamiidae.

## Distribution
Cette espèce est endémique de São Tomé à Sao Tomé-et-Principe.

## Description
Le syntype mesure 3,5 mm.

## Publication originale
- Roewer, 1927 : « Weitere Weberknechte I. 1. Ergänzung der: "Weberknechte der Erde", 1923. » Abhandlungen des Naturwissenschaftlichen Vereins zu Bremen, vol. 26, p. 261–402.